# Песма о Фернану Гонсалесу
Песма о Фернану Гонсалесу је значајан историјски национални шпански спев, у ком су описани различити догађаји из живота ове историјске личности (Фернан Гонсалес), као и догађаји значајни за историју Шпаније и Кастиље. Овај текст многи историчари књижевности сврставају међу дела која припадају клеричкој песничкој вештини („Mester de Clerecía”), али има и оних који сматрају да је у питању хугларска песничка вештина („Mester de Juglaría”).

## Порекло песме
На основу неких историјских докумената сазнајемо да је већ средином XII века настала епска јуначка песма о овом познатом националном јунаку. Текст те песме није сачуван, и о њему се може сазнати из ,,Хронике” написане 1334. године, где је препричан овај еп, као и неки други изгубљени шпански епови. Међутим, негде половином XIII века настала је Песма о Фернану Гонсалесу из пера једног образованог калуђера који је живео у манастиру Арланса. Његово име ни дан данас није познато, а Рамон Менендес Пидал сматра да је настала око 1255. године, свакако након песама о Гонсалу де Берсеу. Песма је сачувана у кодексу из горепоменутог манастира, а у питању је копија из XV века, чији је језик модернизован и садржи бројне рупе, штавише, фали и сам крај. Ипак, филолози су успели да реконструишу део песме који фали захваљујући неким другим делима, која описују исте догађаје.

## Непознати аутор
Иако постоје претпоставке о томе ко је написао ову песму, ипак то не можемо знати са сигурношћу. Међутим, из саме песме могу се видети неке особине безименог песника. Пошто дух епске поезије прожима цео еп, можемо рећи да је песник имао веома развијено патриотско осећање што је карактеристично за шпанску средњовековну епику. Кроз своју нарацију показује да је поносан на то што је Шпанац тј. Кастиљанац. Тако он описује Кастиљу:
```
             „Era toda Castiella solo una alcaldia;
             maguer que era pobre e de poca valia,
             nunca de buenos omnes fue Castiella vazia,
             de quales ellos fueron paresçe aun oy dia.(strofa 172)
             . . . . . . . . . .
             D'un alcaldia pobre fizieron la condado,
             tornaron la despues cabeça de reinado.’’ (strofa 173)"
```

```
             („Читава Кастиља беше само један кадилук;
             иако беше сиромашна и мале вредности,
             никада јој не недостајаху добри људи,
             какви су они били показује се данас.
             . . . . . 
             Од сиромашног кадилука створише кнежевину,
             па је затим претворише у главу краљевине.”)
```

Не само што хвали Кастиљу већ изражава и љубав према целој отаџбини у одломку песме под називом „Elogio de España“(„Похвала Шпанији“). Он говори о врлинама шпанских људи, благодетима шпанске отаџбине, и свим материјалним богатствима ове земље.
```
             „Commo ella es mejor de las sus vezindades, 
             assi sodes mejores los que España morades, 
             omnes sodes sesudos, mesura heredades,
             d'esto por todo el mundo muy, grand preçio ganades.“  ( strofa 156)
```

```
             („Као што је она [Шпанија] боља од суседних земаља,
             тако сте и ви који овде пребивате бољи,
             људи сте разборити, наслеђујете одмереност
             и због тога у целом свету уживате врло велики углед.“)
```

## Лик Фернана Гонсалеса
Песма о Фернану Гонсалесу представља својеврстан хвалоспев о животу овог лика. Први кастиљански кнез, Фернан Гонсалес, рођен је крајем IX и почетком X века. С обзиром на то да је био добар војсковођа и вешт дипломата постао је кнез Кастиље 932. године. Борио се против Мавара и краљева Наваре и Леона изборивши се за самосталност Кастиље и обезбедивши јој политичку надмоћ на Иберијском полуострву.
У овој песми Фернан Гонсалес је представљен као прави епски јунак управо зато што је значајна историјска личност. Одликује се многим врлинама: одмерен је и достојанствен, савестан и храбар, побожан и великодушан, милосрдан и брижан.

## Структура и садржај
Песма почиње сажетим уводом након којег долази кратак преглед историје Шпаније. У песми се износе подвизи и они се могу поделити по тематици.
У уводним строфама од 1. до 13. се песник обраћа Богу из чега видимо религиозни карактер ове песме. Призива милост божију да напише дело.
Од 14. до 172. строфе следи преглед историје Шпаније који даје у 3 главне тачке. Песник описује Визиготе, Варваре и Маваре. Очигледно је да је аутор био учен човек, који је читао историјске хронике. 
Централни део спева представљају строфе од 173. до 752. у којима се уводи личност Фернана Гонсалеса. Аутор описује младост јунака, борбе које је водио са краљем Наваре, битке са Маварима као и кнежево заточеништво, а затим и окршаје са краљем Леона. Овде се песма прекида јер су изгубљени завршни листови. Ипак, у новијим издањима празнине се попуњавају деловима из хроника.

## Хугларска или клеричка песничка вештина?
Када је у питању Песма о Фернану Гонсалесу тешко је одредити ком роду и врсти припада, зато што постоји раскорак између садржине и метричке форме. Ова песма има многе особине епске поезије шпанске средњовековне књижевности. Кроз цео спев примећује се утицај хугларске песничке вештине („mester de juglaría"). Непознати аутор често употребљава епске епитете за карактеризацију личности (Фернан Гонсалес је често „el buen conde", „omne syn crueldat", човек „de todo byen conplido").Такође песник се често директно обраћа читаоцима што чини текст динамичнијим и непосреднијим.
Наиме, ова песма по својој метричкој форми припада клеричкој песничкој вештини („mester de clerecía"). Коришћена је форма позната као cuaderna vía, тј. строфе се састоје од 4 стиха, сваки стих има 14 слогова са цезуром после седмог слога, а консонантска рима иста је у сва 4 стиха. Међутим, ово је вероватно најнесавршеније дело написано у овом метричком облику у XIII веку, како има много метричких неправилности. Такође, кроз песму се провлачи пуно религиозних мотива што је још једна од одлика клеричке песничке вештине.
Тако ова песма обједињава у себи многе особине како хугларске тако и клеричке вештине.